# Borja Domecq Solís
Francisco de Borja Domecq y Solís, més conegut com a Borja Domecq Solís, (Pamplona, octubre de 1945 - Mèrida, 23 de març de 2020) va ser un empresari i ramader boví de curses de braus espanyol. Va ser responsable de la creació de les agrupacions de caps de bestiar brau Vegahermosa i Jandilla, conegudes com les de l'estel.

## Biografia

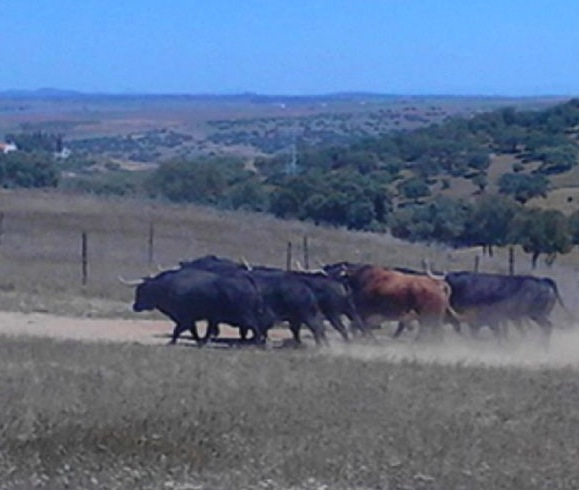
Ramaderia Jandilla, Mèrida

Va néixer a Pamplona en el si d'una de les famílies més destacades de l'estirp ramadera i cellerera Domecq. Fill de Juan Pedro Domecq Díez i Matilde Solís Beaumont, net del també ramader i cellerer Juan Pedro Domecq y Núñez de Villavicencio, precursor de la ramaderia Domecq, i germà dels també criadors de bous braus Fernando i Juan Pedro Domecq, va créixer a Jerez de la Frontera, lloc d'origen dels seus pares.
Va ser el titular de la vacada Domecq ubicada a la finca que la família tenia a Vejer de la Frontera, prop de Cadis, reconeguda per l'estrella del ferro familiar creat el 1943. Va ser el continuador dels estudis de genètica iniciats pel seu pare i els seus oncles Pedro, Salvador i Álvaro Domecq a la dècada de 1950, pioners en la millora genètica dels caps de bestiar perquè coincideixin amb la casta Domecq.
Després de crear-se la ramaderia brava Zalduendo per part del seu germà Fernando, l'any 1987 va prendre la direcció de part d'ella a partir del la qual va formar el seu propi ferro, el de Jandilla, situant-la entre les ramaderies espanyoles de primera línia, anunciada a la majoria de les fires taurines de major rellevància durant més de trenta anys. Jandilla va tenir presència en altres ramaderies espanyoles, com a Fuente Ymbro, el Parralejo o Daniel Cruz, i americanes. Els caps de bestiar van ser traslladats des d'Andalusia fins a la finca extremenya Don Tello, a Mèrida. L'any 2016 va cedir la gestió de la mateixa al seu fill Borja Domecq Nogera.
Va crear un segon ferro, el de Vegahermosa, l'any 2002 amb genètica procedent de caps de bestiar Domecq. Va formar part de la junta directiva de la Unió de Criadors de Braus entre els anys 2011 i 2017, així com també va ser l'impulsor i el president de Fedelidia, una federació que engloba a les cinc associacions ramaderes dedicades a la producció de carn de brau de raça autòctona, un certificat de traçabilitat atorgat pel Ministeri d'Agricultura, Alimentació i Medi Ambient d'Espanya al reial decret 505/2013, de 25 de juny, i que engloba a més de mil explotacions ramaderes.

## Vida personal
Va estar casat amb Fátima Noguera Espinosa, matrimoni del que va tenir dos fills: Borja i Fátima.
L'any 2009, mentre assistia al lliurament de premis de la Federació Taurina Extremenya, va sofrir un edema pulmonar agut, pel qual va ser ingressat a l'UCI de l'hospital de Mèrida. Va morir als setanta-quatre anys a l'Hospital General de Mèrida, on havia ingressat un dia abans, a conseqüència de la COVID-19 que va generar la pandèmia per coronavirus de 2019-2020.